# Відьмак (3-й сезон)
Робота над третім сезоном фентезійного драматичного серіалу «Відьмак», заснованого на циклі творів Анджея Сапковського про відьмака Ґеральта, розпочалася у 2020 році. Він був офіційно анонсований у вересні 2021 року.
29 червня 2023 року на патформі «Netflix» вийшла перша частина 3 сезону, що складається із 5 епізодів. Друга частина, що складається з ще трьох епізодів, зʼявилася 27 липня 2023 року. Цей сезон стане останнім з Генрі Кавіллом у головній ролі.

## Сюжет
Дія серіалу відбувається у вигаданому світі, схожому на Східну Європу пізнього Середньовіччя. Головні герої — відьмак (бродячий мисливець на чудовиськ) Ґеральт з Рівії, його кохана, чарівниця Єнніфер з Венгерберга, і його прийомна дочка — принцеса Цинтри Цірі. Життя цих героїв тісно пов'язане з політичними інтригами та з війнами між коаліцією північних королівств (саме на їхній території розгортається основна дія) та південною імперією Нільфгаард.
Відомо, що літературною основою сценарію стане роман Анджея Сапковського «Час погорди». Шоуранер проєкту пообіцяв в одному з інтерв'ю, що в третьому сезоні будуть показані дуже масштабні події.

## У ролях
- Генрі Кавілл — Ґеральт з Рівії
- Аня Чалотра — Йеннефер з Венґерберга
- Фрея Аллан — князівна Цірілла
- Джої Беті — Любисток

## Виробництво
Третій сезон серіалу ще восени 2020 був доданий в базу даних Гільдії сценаристів США, що говорило про початок ранніх етапів виробництва. Офіційно його анонсували у вересні 2021 року, до прем'єри другого сезону.